# Karen Hækkerup
Pour les articles homonymes, voir Hækkerup.
Karen Hækkerup, née le 12 juin 1974 à Hillerød (Danemark), est une femme politique danoise, membre des Sociaux-démocrates (SD) et plusieurs fois ministre.

## Biographie
Fille d'un professeur et d'une psychologue, elle entreprend des études d'histoire à l'université d'Odense, dont elle est diplômée en 1995. Elle suit ensuite des études en sciences politiques à l'université de Copenhague, où elle obtient une licence en 2000 et une maîtrise en 2010. Elle est mariée à Ole Hækkerup, un élu social-démocrate.
Membre des Sociaux-démocrates, elle commence sa carrière politique en étant élue conseillère municipale de Copenhague lors des élections municipales de 1997. Elle est réélue pour un second mandat en 2001. De 2001 à 2005, elle siège également au conseil d'administration de l'organisation qui supervise les cinq hôpitaux de Copenhague et Frederiksberg.
Elle est élue députée au Folketing lors des élections législatives de 2005. Au cours de son premier mandat, elle est d'abord la porte-parole de son groupe parlementaire pour les questions de consommation, avant de devenir porte-parole pour les questions judiciaires en janvier 2007.
Elle est réélue pour un second mandat lors des élections législatives anticipées de novembre 2007.
Elle est réélue pour un troisième mandat lors des élections législatives  du 15 septembre 2011, qui marquent la victoire du bloc de gauche. Le 3 octobre, elle devient ministre de l'Intégration et des Affaires sociales dans le gouvernement formé par Helle Thorning-Schmidt après le scrutin.
Le 9 août 2013, elle devient ministre de l'Alimentation, de l'Agriculture et de la Pêche à l'occasion d'un remaniement ministériel.
Le 12 décembre 2013, elle est nommée ministre de la Justice après la démission de Morten Bødskov. Elle est reconduite dans ce rôle dans le deuxième gouvernement de Helle Thorning-Schmidt, le 3 février 2014.
En octobre 2014, elle quitte le ministère de la Justice et le Folketing pour devenir présidente du Conseil danois de l'agriculture et de l'alimentation, la principale organisation agricole du pays. Elle quite ce rôle en septembre 2018.
Le 1er septembre 2019, elle devient la secrétaire générale de la branche danoise de l'Unicef. Elle occupe ces fonctions jusqu'en janvier 2022.

## Sources
1. 1 2  (da) « Karen Hækkerup (S) », sur ft.dk (consulté le 5 mai 2025)
2. 1 2  (da) « Portræt: Karen Hækkerup », sur jyllands-posten.dk, 23 janvier 2007 (consulté le 5 mai 2025)
3. ↑  (da) « Valgte kandidaters personlige stemmer ved kommunalvalget i 1997 », sur altinget.dk, 27 avril 2025 (consulté le 5 mai 2025)
4. ↑  (da) « København Kommune », sur kmdvalg.dk, 4 décembre 2001 (consulté le 5 mai 2025)
5. ↑  (da) « Folketingsvalget den 8. februar 2005 », sur valg.im.dk (consulté le 5 mai 2025)
6. ↑  (da) « Folketingsvalget den 13. november 2007 », sur valg.im.dk (consulté le 5 mai 2025)
7. ↑  (da) « Folketingsvalg torsdag 15. september 2011 - Valgte kandidater og stedfortrædere », sur Danmarks Statistik (consulté le 5 mai 2025)
8. ↑  (da) « Her er regeringen Helle Thorning-Schmidt », sur dr.dk, 3 octobre 2011 (consulté le 5 mai 2025)
9. ↑  (da) « Thorning præsenterer ny regering: Alle glæder sig », sur dr.dk, 9 août 2013 (consulté le 5 mai 2025)
10. ↑  (da) « Overblik: Her er hele rokaden », sur tv2.dk, 11 décembre 2013 (consulté le 5 mai 2025)
11. ↑  (da) « Her er regeringen Helle Thorning-Schmidt II », sur berlingske.dk, 3 février 2014 (consulté le 5 mai 2025)
12. ↑  (da) « Karen Hækkerup går af som justitsminister », sur politiken.dk, 10 octobre 2014 (consulté le 5 mai 2025)
13. ↑  (da) « Karen Hækkerup skal være generalsekretær i Unicef Danmark », sur tv2.dk, 28 juin 2019 (consulté le 5 mai 2025)
14. ↑  (da) « Karen Hækkerup stopper som generalsekretær i Unicef », sur altinget.dk, 31 janvier 2022 (consulté le 5 mai 2025)

## Annexe